# Dobrabach (Kamp)
Der Dobrabach ist ein rechter Zubringer zum Kamp bei Rastenfeld in Niederösterreich.
Der südlich von Wietzen entspringende Bach fließt nach Norden über Erdweis und Obergrünbach ab, wo er den von rechts kommenden Kühgraben aufnimmt, durchströmt Niedergrünbach und fließt östlich an Marbach im Felde vorüber, das über den von dort kommenden Marbach entwässert wird. Danach schneidet sich der Bach immer tiefer in den Untergrund ein, bis er sich östlich von Rastenfeld in den Dobrastausee ergießt. Zuflüsse sind dabei der Steineckgraben, der Eichberggraben und der Hirsberggraben, wobei der Dobrabach hier auch die Gemeindegrenze zwischen Rastenfeld und Pölla bildet. Sein Einzugsgebiet umfasst 30,5 km² in teilweise bewaldeter Landschaft.
Früher mündete der Dobrabach nicht in den Stausee, sondern direkt in den Kamp.